# In Bloom
In Bloom is een nummer van de Amerikaanse grungeband Nirvana. Het lied, geschreven door frontman Kurt Cobain, gaat over mensen die zich buiten de wereld van alternatieve muziek bevinden, en de boodschap van de groep niet begrijpen.
De band nam een videoclip op van een eerdere versie van "In Bloom" in 1990 (er werd onder meer gefilmd aan de voormalige haven South Street Seaport en op Wall Street in de Lower East Side van Manhattan). De clip werd nooit commercieel vertoond. Pas na de release van Nirvana's tweede album Nevermind kwam "In Bloom" uit, de vierde en laatste single van het album. De song kreeg een nieuwe videoclip waarin een parodie op de muziekuitzendingen in de jaren zestig te zien is.

## NPO Radio 2 Top 2000
| Nummer met noteringen in de NPO Radio 2 Top 2000 | '18  | '19  | '20  | '21  | '22  | '23  | '24  |
| ------------------------------------------------ | ---- | ---- | ---- | ---- | ---- | ---- | ---- |
| In Bloom                                         | 1473 | 1406 | 1462 | 1301 | 1246 | 1374 | 1401 |

1. ↑  Een vetgedrukt getal geeft de hoogste notering aan.
2. ↑  2018 was het eerste jaar met een notering voor dit nummer.